# Ouégoa
Ouégoa ist eine Gemeinde in der Nordprovinz in Neukaledonien. Sie liegt auf der Hauptinsel Grande Terre und einigen vorgelagerten Inseln wie der Île Balabio.
Die höchste Erhebung ist der Mont Colnett mit 1505 m.
Der Fluss Diahot durchfließt die Gemeinde von Südosten nach Nordwesten.

## Bevölkerung
| Bevölkerungsentwicklung in Ouégoa | Bevölkerungsentwicklung in Ouégoa | Bevölkerungsentwicklung in Ouégoa | Bevölkerungsentwicklung in Ouégoa | Bevölkerungsentwicklung in Ouégoa | Bevölkerungsentwicklung in Ouégoa | Bevölkerungsentwicklung in Ouégoa | Bevölkerungsentwicklung in Ouégoa | Bevölkerungsentwicklung in Ouégoa | Bevölkerungsentwicklung in Ouégoa | Bevölkerungsentwicklung in Ouégoa | Bevölkerungsentwicklung in Ouégoa |
| --------------------------------- | --------------------------------- | --------------------------------- | --------------------------------- | --------------------------------- | --------------------------------- | --------------------------------- | --------------------------------- | --------------------------------- | --------------------------------- | --------------------------------- | --------------------------------- |
| Jahr                              | 1956                              | 1663                              | 1969                              | 1976                              | 1983                              | 1989                              | 1996                              | 2004                              | 2009                              | 2014                              | 2019                              |
| Einwohner                         | 1199                              | 1363                              | 1323                              | 1514                              | 1468                              | 1881                              | 2034                              | 2114                              | 2132                              | 2360                              | 2118                              |

| Ethnische Verteilung | Ethnische Verteilung | Ethnische Verteilung | Ethnische Verteilung | Ethnische Verteilung |
| -------------------- | -------------------- | -------------------- | -------------------- | -------------------- |
| Kanaken              | Europäer             | gemischt             | Polynesier           | Andere               |
| 71,5 %               | 12,7 %               | 6,4 %                | 0,2 %                | 9,3                  |

## Geschichte

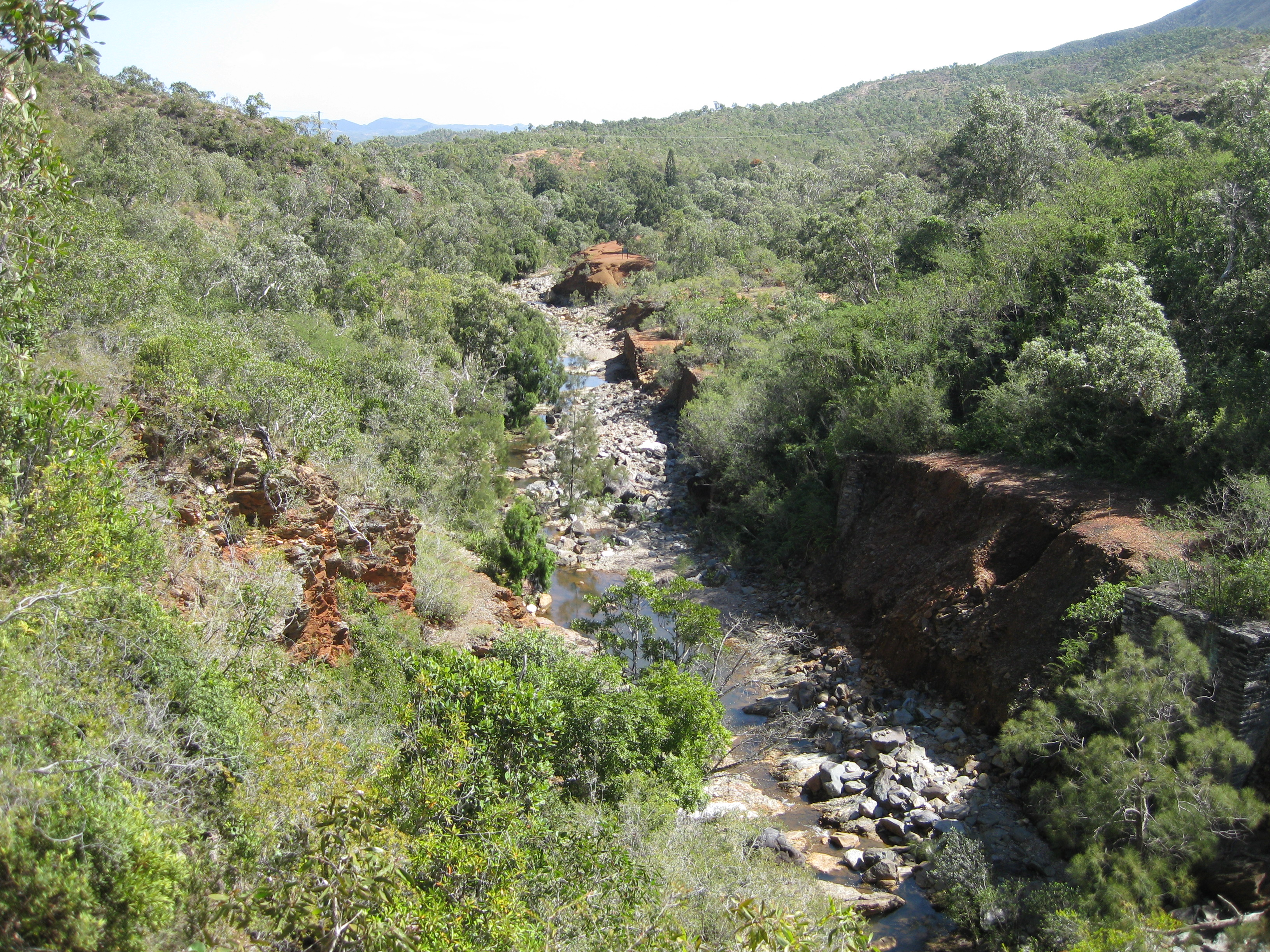
Ehemalige Goldmine La Balade

Die wirtschaftliche Entwicklung begann mit der Erschließung der Goldminen Fern-Hill und La Balade des Australiers John Higginson ab 1870. Sie markierten den Start der Goldförderung in Neukaledonien. Als Arbeitskräfte wurden neben rund 300 französischen Strafgefangenen auch Engländer, Araber und Bewohner der Neuen Hebriden (Vanuatu) eingesetzt. 1879–1882 wurde ein Fort für eine Garnison von 30 Mann errichtet, das jedoch ein kräftiger Zyklon 1890 zerstörte. Im gleichen Jahr wurde die Fern-Hill-Mine aufgegeben, was zum Wegzug der meisten Einwohner führte. Einige der Strafgefangenen blieben nach Ende ihrer Strafe im Ort und erwarben Land. Ab 1886 wurde in der Umgebung mit der Kupfer- und Bleigewinnung begonnen. 1886–1887 wurde in Pam eine Kupfer-Schmelzhütte errichtet. Nachdem die Kupferpreise 1930 stark gesunken waren, wurde die Kupfermine wieder aufgegeben. Nach dem Ende des Bergbaus wird in der Gemeinde vorwiegend Ackerbau und Viehzucht betrieben. Zwischen 1936 und 1940 wurde die erste Straßenverbindung von Koumac nach Ouégoa von meist vietnamesischen und japanischen Kontraktarbeitern gebaut.